# Nattapong Khajohnmalee
Nattapong Khajohnmalee (tiếng Thái: ณัฐพงษ์ ขจรมาลี, sinh ngày 5 tháng 5 năm 1994), là một cầu thủ bóng đá người Thái Lan thi đấu ở vị trí thủ môn cho Bangkok Glass ở Giải bóng đá Ngoại hạng Thái Lan.

## Tiểu sử
Ngày 30 tháng 4 năm 2017, anh gặp một tai nạn. Chiếc xe anh đang lái va chạm với phần sau của xe tải. Anh được đưa đến bệnh viện.
Sau đó các cầu thủ bóng đá nổi tiếng thế giới, như là Kurt Zouma, Olivier Giroud và Pierre-Emerick Aubameyang, bán đấu giá cho một áo đấu để gây quỹ giúp anh.

## Danh dự
PT, Prachuap
- Cúp Liên đoàn Thái Lan: 2019